# 廖錫俊 (解放軍)
廖錫俊，男丶贵州省思南县人。中共政治人物丶軍事人物丶中共將领丶中共黨員，原中國人民解放军總後勤部部長廖锡龙之弟
中國人民解放军少將丶原贵州省军区副司令員 